# Associazione europea di libero scambio

stati membri dell'AELS
ex-stati membri dell'AELS

     stati membri dell'AELS
     ex-stati membri dell'AELS
L'Associazione europea di libero scambio (in italiano AELS; in inglese: EFTA, European Free Trade Association; in francese: AELE, Association européenne de libre-échange) è un'organizzazione interstatale che promuove il libero scambio e l'integrazione economica tra gli stati membri.
L'accordo per la sua istituzione è stato stipulato il 3 maggio 1960, comprendendo vari di quegli stati europei che non desideravano o non potevano ancora entrare nella Comunità Economica Europea (poi divenuta Unione europea). Lo scopo dell'associazione è la soppressione delle imposte doganali sull'import-export e la promozione degli scambi commerciali fra gli stati membri. La sede dell'AELS è a Ginevra, ma l'associazione ha uffici a Bruxelles e nel Lussemburgo.

## Storia e membri
La Convenzione di Stoccolma che istituì l'AELS fu firmata il 4 gennaio 1960 da sette stati: Austria, Danimarca, Norvegia, Portogallo, Svezia, Svizzera e Regno Unito.
L'anno successivo, si associò all'AELS anche la Finlandia, che ne diventò membro a tutti gli effetti nel 1986. Nel 1970 ne entrò a far parte l'Islanda e nel 1991 il Liechtenstein.
Nel 1972 Danimarca e Regno Unito decisero di lasciare l'Associazione, optando per l'ingresso nella CEE; lo stesso fecero il Portogallo nel 1985, e l'Austria, la Finlandia e la Svezia nel 1995 (nel frattempo la CEE aveva preso il nome di CE ovvero Comunità Europea). A seguito di tali mutamenti, l'attuale composizione dell'AELS è di quattro stati: Islanda, Liechtenstein, Norvegia e Svizzera.
| Stato         | Ingresso | Uscita |
| ------------- | -------- | ------ |
| Danimarca     | 1960     | 1972   |
| Regno Unito   | 1960     | 1972   |
| Portogallo    | 1960     | 1985   |
| Austria       | 1960     | 1995   |
| Svezia        | 1960     | 1995   |
| Norvegia      | 1960     |        |
| Svizzera      | 1960     |        |
| Islanda       | 1970     |        |
| Finlandia     | 1986     | 1995   |
| Liechtenstein | 1991     |        |

La Convenzione di Stoccolma fu poi sostituita dalla Convenzione di Vaduz, la quale stabilisce la liberalizzazione del commercio tra gli stati membri.
Tre membri dell'AELS sono parte del Mercato Interno dell'Unione europea, attraverso l'Accordo sullo Spazio economico europeo, creato nel 1994. Il quarto paese, la Svizzera, ha optato per la conclusione di accordi bilaterali con la UE. Inoltre, gli Stati dell'AELS hanno concluso in modo congiunto accordi di libero scambio con numerosi paesi nel mondo: nel corso degli anni sono state sottoscritte relazioni con vari paesi del resto dell'Europa, ma anche con stati americani e del bacino mediterraneo; molti di essi hanno concluso accordi di libero scambio.

### Membri attuali
| Stato         | Nome ufficiale | Capitale  | Adesione        | Popolazione | Area in km² | PIL pro capite (PPA) [$] |
| ------------- | --- | --------- | --------------- | ----------- | ----------- | ------------------------ |
| Islanda       | (IS) Íslenska lýðveldið                                                                                                | Reykjavík | 1º gennaio 1970 | 310.000     | 103.000     | 60.996                   |
| Liechtenstein | (DE) Fürstentum Liechtenstein                                                                                          | Vaduz     | 1º gennaio 1991 | 34.247      | 160         | 164.437                  |
| Norvegia      | (NO, NB) Kongeriket Norge (bokmål) / (NN) Kongeriket Noreg (nynorsk)                                                   | Oslo      | 3 maggio 1960   | 4.721.600   | 385.155     | 70.617                   |
| Svizzera      | (DE) Schweizerische Eidgenossenschaft (FR) Confédération suisse (IT) Confederazione svizzera (RM) Confederaziun svizra | Berna     | 3 maggio 1960   | 7.591.400   | 41.285      | 79.609                   |

## Istituzioni
La struttura dell'AELS si compone di un Consiglio dell'AELS, che la governa, e di un Segretariato AELS. Inoltre, come collegamento all'Accordo SEE del 1992, vi sono altri due organi all'interno dell'organizzazione: l'Autorità per la Sorveglianza e la Corte AELS.
Il segretariato AELS è membro dell'Istituto europeo per le norme di telecomunicazione (ETSI).

### Segretari generali
Sono stati Segretari Generali dell'AELS:
- 1960-1965:  Frank E. Figgures
- 1965-1972:  Sir John Coulson
- 1972-1975:  Bengt Rabaeus
- 1976-1981:  Charles Müller
- 1981-1988:  Per Kleppe
- 1988-1994:  Georg Reisch
- 1994-2000:  Kjartan Jóhannsson
- 2000-2006:  William Rossier
- 2006-2012:  Kåre Bryn
- 2012-2018:  Kristinn F. Árnason
- dal 2018:  Henry Gétaz

### Istituzioni relative allo SEE
L'Autorità per la Sorveglianza e la Corte AELS regolano le attività dei Membri AELS rispetto ai loro obblighi nello Spazio economico europeo (SEE). Poiché la Svizzera non è membro del SEE, essa non partecipa a queste istituzioni.
L'Autorità per la Sorveglianza dell'AELS svolge il ruolo, che la Commissione europea ha nell'UE, di “guardiano dei trattati” per i paesi AELS, mentre la Corte AELS svolge, per i paesi AELS, ruolo paritetico a quello della Corte di giustizia dell'Unione europea.
Nel piano originale per il SEE mancavano queste due istituzioni: si indicava invece che avrebbero dovuto essere la Corte di Giustizia UE e la Commissione europea ad esercitare quelle funzioni. Durante i negoziati per l'Accordo SEE, la Corte di Giustizia informò con una lettera il Consiglio dell'Unione europea dichiarando che considerava l'attribuzione di poteri supra Stati non membri della UE a Istituzioni dell'Unione una violazione dei Trattati e, dunque, si raggiunse un accordo differente per definirne la struttura istituzionale.

### Sedi
Il Segretariato dell'AELS ha la sua sede principale in Svizzera, a Ginevra. L'Autorità per la Sorveglianza dell'AELS ha la sua sede principale a Bruxelles, in Belgio (la medesima sede della Commissione europea), mentre la Corte dell'AELS si trova in Lussemburgo (la stessa sede della Corte di giustizia dell'Unione europea).

## AELS e Unione Europea
L'AELS aderisce allo Spazio economico europeo sin dal 1992. Il mercato AELS e quello della UE, a seguito di un accordo del 1994, è riunito in un unico «mercato interno», di cui fanno parte gli stati membri dello Spazio economico europeo e quelli dell'Unione europea.
La Svizzera è l'unico paese ad aver deciso, a seguito di referendum popolare (1992), di non entrare a far parte dello spazio economico europeo, ed è quindi l'unico stato AELS a non far parte del "mercato interno". Negli anni successivi ha negoziato specifici accordi bilaterali con l'Unione.
Per quanto concerne l'eventualità di un ingresso nell'Unione Europea, la Norvegia ha rifiutato di entrarvi in due occasioni, in seguito a referendum: la prima nel 1973, quando invece aderirono Regno Unito e Danimarca; la seconda, nel 1995, quando entrarono nell'UE Finlandia e Svezia. In Islanda e in Liechtenstein la questione non è mai stata sottoposta a votazione popolare.